# Уайт (округ, Индиана)
Уайт (англ. White County) — округ в штате Индиана, США. Официально образован в 1834 году. По состоянию на 2010 год, численность населения составляла 24 643 человека.

## География
По данным Бюро переписи США, общая площадь округа равняется 1 317,483 км2, из которых 1 308,262 км2 суша и 9,220 км2 или 0,700 % это водоёмы.

## Население
По данным переписи населения 2000 года в округе проживает 25 267 жителей в составе 9 727 домашних хозяйств и 7 090 семей. Плотность населения составляет 19,00 человек на км2. На территории округа насчитывается 12 083 жилых строений, при плотности застройки около 9,00-ти строений на км2. Расовый состав населения: белые — 95,20 %, афроамериканцы — 0,16 %, коренные американцы (индейцы) — 0,25 %, азиаты — 0,25 %, гавайцы — 0,04 %, представители других рас — 3,19 %, представители двух или более рас — 0,92 %. Испаноязычные составляли 5,34 % населения независимо от расы.
В составе 32,40 % из общего числа домашних хозяйств проживают дети в возрасте до 18 лет, 60,40 % домашних хозяйств представляют собой супружеские пары проживающие вместе, 8,40 % домашних хозяйств представляют собой одиноких женщин без супруга, 27,10 % домашних хозяйств не имеют отношения к семьям, 22,60 % домашних хозяйств состоят из одного человека, 11,20 % домашних хозяйств состоят из престарелых (65 лет и старше), проживающих в одиночестве. Средний размер домашнего хозяйства составляет 2,57 человека, и средний размер семьи 2,99 человека.
Возрастной состав округа: 25,80 % моложе 18 лет, 7,80 % от 18 до 24, 27,80 % от 25 до 44, 23,80 % от 45 до 64 и 23,80 % от 65 и старше. Средний возраст жителя округа 38 лет. На каждые 100 женщин приходится 96,80 мужчин. На каждые 100 женщин старше 18 лет приходится 93,50 мужчин.
Средний доход на домохозяйство в округе составлял 40 707 USD, на семью — 46 436 USD. Среднестатистический заработок мужчины был 33 232 USD против 21 431 USD для женщины. Доход на душу населения составлял 18 323 USD. Около 4,30 % семей и 7,00 % общего населения находились ниже черты бедности, в том числе — 8,80 % молодежи (тех, кому ещё не исполнилось 18 лет) и 8,30 % тех, кому было уже больше 65 лет.